# 쓰카구치역 (서일본 여객철도)
쓰카구치역(일본어: 塚口駅)은 일본 효고현 아마가사키시에 있는, 서일본 여객철도의 후쿠치야마 선 (JR 다카라즈카 선) 상의 철도역이다.

## 개요
섬식 플랫폼과 단선식 플랫폼이 혼합된 2면 3선 구조의 지상역이다. 역사는 교상화되었다. 이전에는 2면 4선 계획이 있었지만 실현되지는 않았으며, 계획의 흔적은 섬식 플랫폼으로 전환되었을 때 구조를 바꿀 필요가 없게 설계된 단선식 플랫폼 측의 지붕에서 찾아볼 수 있다. 구내에는 유치선이 몇 개 설치되어 있으며, 이 유치선은 아마가사키 시종착 열차의 유치 등에 사용되고 있다.
아침 러시아워 시간대에는 아마가사키 역의 회차 용량이 부족하기 때문에 이 역에서 회차하는 열차가 존재한다 (주로 JR 도자이 선 쪽의 열차). 또, 시각표 혼란 등으로 인하여 JR 도자이 선 경유의 쾌속이 대폭 지연된 경우 이 역에서 회차하는 경우도 있다.
역 앞에는 모리나가 제과 쓰카구치 공장 등이 있기 때문인지, 플랫폼에서 달콤한 향기가 나는 경우가 있다고 한다.
ICOCA, J스루 카드 등을 이용할 수 있다 (상호 이용 대상 포함).

### 승강장
↑다카라즈카 방면

１ | | ２３ |

아마가사키 방면↓
| 1 | ● JR 다카라즈카 선 (하행 본선) | 이타미·다카라즈카·산다 방면                                      |
| 2 | ● JR 다카라즈카 선 (중선)      | (상행) 아마가사키·오사카·다카쓰키·기타신치 방면 (대피·회차 열차) |
| 2 | ● JR 다카라즈카 선 (중선)      | (하행) 이타미·다카라즈카·산다 방면 (토요일 아침 첫차만)          |
| 3 | ● JR 다카라즈카 선 (상행 본선) | 아마가사키·오사카·다카쓰키·기타신치 방면                         |

## 이용 현황
2006년도의 1일 평균 승차인원 수는 약 8, 224명이다.
역 주변 도로의 확장 및 JR 도자이 선 개통 이후에 승객이 늘어가는 추세이다.

## 역 주변
인근에는 효고 현립 아마가사키 청소년 창조 극장이나 지카마쓰 공원 등의 시설 및 모리나가 제과 쓰카구치 공장, 미쓰비시 전기 이타미 제작소 등의 제조 시설이 위치하고 있다.
직선 거리로 800m 지점에 한큐 쓰카구치 역이 위치하고 있다.

## 버스 노선
역 동쪽 로터리에는 한신버스 아마가사키 시내선이 운행하고 있다. 정류장 이름은 'JR 쓰카구치'이다.
| 승강장 | 계통       | 목적지                                         | 비고                                                                              |
| ------ | ---------- | ---------------------------------------------- | --------------------------------------------------------------------------------- |
| 1      | 12 21 21-2 | 한큐 쓰카구치                                  |                                                                                   |
| 2      | 12         | 한신 구이세・츠카구치 영업소 앞・JR 아마가사키 | 평일 막차는 츠카구치 영업소 앞, 토・일요일・공휴일 막차는 JR 아마가사키 정거장 앞 |
| 2      | 21         | 한큐 소노다                                    |                                                                                   |
| 2      | 21-2       | 도노우치                                       | 평일만 운행                                                                       |

## 역사
예전에는 이 역에서 아마가사키 항선이라고 불리는 아마가사키 항역까지의 지선이 분기했었다 (원래는 이 쪽이 본선). 이 때문에 아마가사키 항 방면의 선로가 직선으로 뻗어있었으며 (현재도 노반의 흔적이 남아 있음), 본선 상하선은 분리된 선로로 존재하였다. 현재의 본선은 남쪽으로 반경 300m 이하의 급커브를 그리고 있으며, 이 커브에서 2005년 4월 25일 JR 후쿠치야마 선 탈선사고가 일어났었다. 사고 현장의 아파트는 상행 선로 흔적 및 하행선 (현재의 본선)의 좁은 공간에 있었다.
1950, 1960년대에 도카이도 본선 도쿄 ~ 오사카 간에 운전되었던 특급 '쓰바메'나 '하토' 등이 오사카 역에서 시종착하는 경우 전망차가 있었던 편성은 방향 전환을 해야만 하였다. 그 경우에 이 역까지 일단 회송을 한 후, 기관차를 앞에 붙여 미야하라 조차장로 가서 방향 전환을 하였다. 이 때문에, 아마가사키 역부터 이 역까지의 전철화는 비교작 빨리 이루어졌다 (다만 실제 전기를 사용하는 차량이 들어온 것은 회송 목적이지 여객 목적은 아니었다). 이후, 미야하라 조차장까지의 회송 시간 조정 때문에, 오사카 역에서 일부 특급이 이 역까지 들어오게 되었으며, 1978년 10월 시각표 개정까지 계속 이루어졌다.
예전에는 화물 취급도 했었으며, 모리나가 제과 쓰카구치 공장이나 미쓰비시 전기 이타미 제작소의 화물을 주로 취급했고, 미쓰비시 전기 방향의 전용선도 있었다.
한신·아와지 대지진 당시, 발생 다음 날부터 도카이도 본선 아마가사키 이서 방면이 복구될 때까지 몇 일간 오사카 방면에서의 열차가 이 역에서 되돌림 운전을 실시하였다.

### 연표
- 1894년 3월 6일 - 셋쓰 철도의 역으로 개업. 여객, 화물 취급 개시.
- 1896년 6월 8일 - 간자키 역 (현재의 아마가사키 역)까지 노선이 개업. 아마가사키 역 (후의 아마가사키 항역) 방면이 지선으로 격하.
- 1897년 2월 16일 - 한카쿠 철도가 셋쓰 철도를 매수하여, 한카쿠 철도의 역이 됨.
- 1907년 8월 1일 - 한카쿠 철도 국유화로 일본국유철도 역이 됨.
- 1981년 4월 1일 - 아마가사키 항선 영업 운전 폐지.
- 1984년 2월 1일 - 화물 취급 폐지 및 아마가사키 항선 폐지.
- 1987년 4월 1일 - 일본국유철도 분할 민영화로 서일본 여객철도의 역이 됨.
- 2003년 11월 1일 - ICOCA (IC 카드) 사용 개시.
- 2005년 4월 25일 - JR 후쿠치야마 선 탈선 사고의 영향으로 영업 중단.
- 2005년 6월 19일 - 후쿠치야마 선 복구, 탈선 사고 55일 만에 영업 재개.

## 인접역 정보
| 서일본 여객철도 후쿠치야마 선 | 서일본 여객철도 후쿠치야마 선 | 서일본 여객철도 후쿠치야마 선 |
| ----------------------------- | ----------------------------- | ----------------------------- |
| 아마가사키 오사카·교바시 방면 | ● JR 다카라즈카 선 ■ 보통     | 이나데라 다카라즈카·산다 방면 |

## 같이 보기
- 쓰카구치역 (한큐 전철)